# 爱在圣诞 (贾斯汀·比伯歌曲)
〈愛在聖誕〉（英語："Mistletoe"）是加拿大歌手賈斯汀·比伯首張聖誕特輯《爱在圣诞》中的一首歌曲。